# Lastreopsis davalliaeformis
Lastreopsis davalliaeformis är en träjonväxtart som först beskrevs av Tard.-blot, och fick sitt nu gällande namn av Tard. Lastreopsis davalliaeformis ingår i släktet Lastreopsis och familjen Dryopteridaceae. Inga underarter finns listade.